# Otobreda 127mm/54 Compact

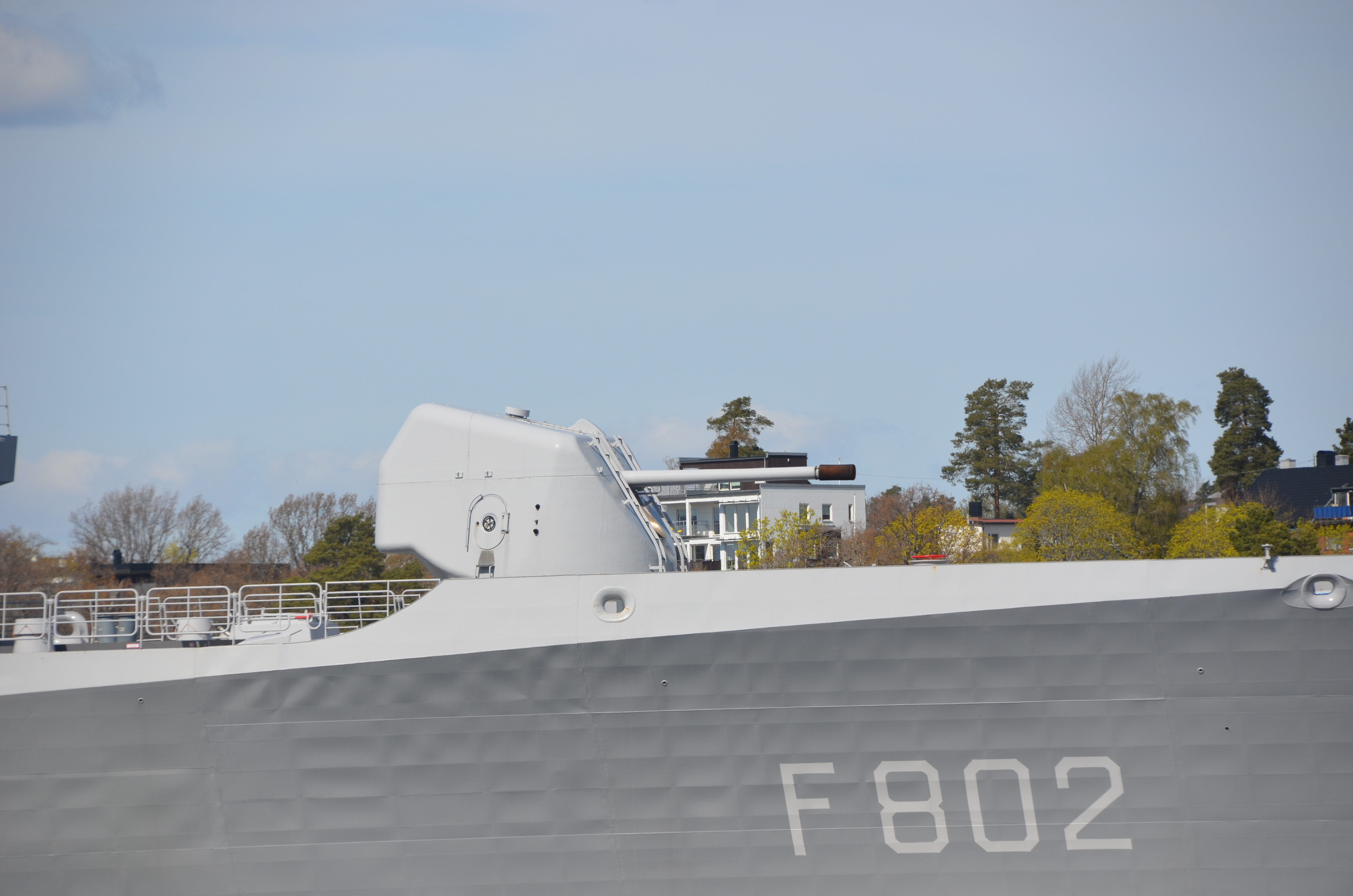
Otobreda 127mm/54 Compact på den nederländska fregatten De Zeven Provinciën

Otobreda 127mm/54 Compact (127/54C) är en fartygskanon, som tillverkas av italienska Oto Melara. Den använder 127 mm-ammunition med ett automatiskt laddningssystem. Eldröret är havsvattenkylt. Räckvidden är omkring 30 km. Den är i bruk på fartyg inom ett antal marinstridskrafter, men i nybyggda fartyg ersätts den efter hand av den nyare varianten Otobreda 127/64.
Ersättaren 127/64 compact började konstrueras av Oto Melara 1992 och blev färdig 2003. Den är lättare, med en vikt på 17 ton jämfört med föregångarens 37,5 ton. Den kan avfyra så kallad VULCANO ammunition med styrbara missiler med en räckvidd på 70–120 km. 